# Heinz Arnold Götze
Heinz Arnold Götze, auch Heinz-Arnold Götze, (* 12. Mai 1901 in Döbeln; † 24. April 1945 in Rijeka) war ein deutscher Baumeister und Architekt.

## Leben und Werk

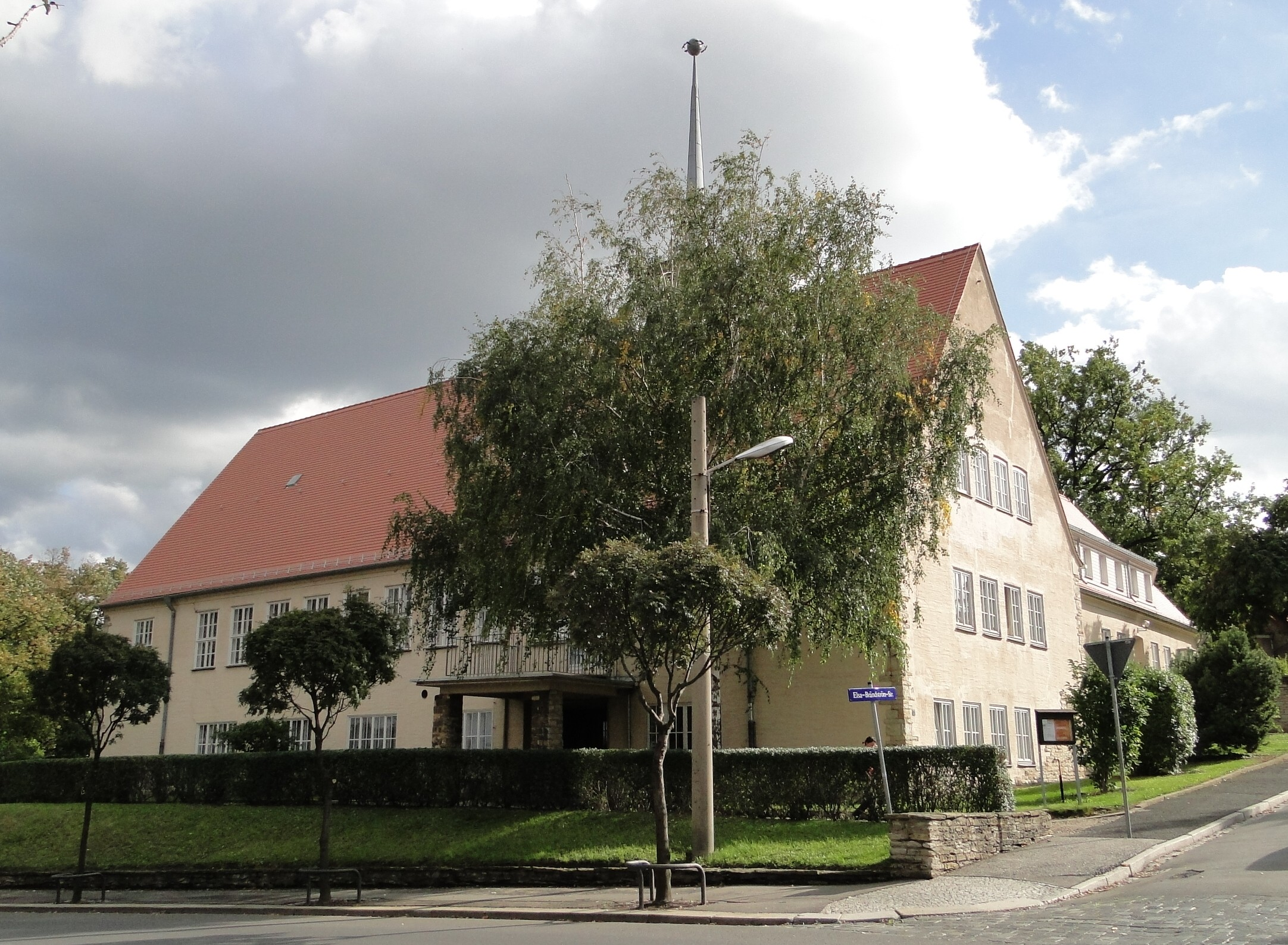
Von Götze 1935/37 errichtetes Gemeindehaus der Christuskirche in Dresden-Strehlen

Götze war nach der Ausbildung zunächst als Finanz- und Baurat bei der Bezirksdirektion Dresden-Neustadt tätig und wurde 1920 zum Oberbaurat und später zum Regierungsbaumeister befördert. Spätestens in der Zeit des Nationalsozialismus machte er sich als Architekt selbständig. Sein Baubüro befand sich An der Kreuzkirche 1 am Altmarkt im Zentrum von Dresden. Der Besitzer des Gebäudes war der Architekt Willimartin Romberger, mit dem er mehrere Bauwerke in gemeinsamer Arbeit entwarf. Götze wohnte in einem Haus in der Mozartstraße 3.
Das Gemeindehaus der Christuskirche in Dresden-Strehlen entstand nach seinen Plänen. Dazu war 1934 ein Wettbewerb ausgeschrieben, den er gewann. Er erstellte von 1935 bis 1937 dieses Gebäude, das in seiner Architektur „heimatverbunden“ war und sich dem „traditionellen ländlichen Bauen“ verpflichtet fühlte.
Zu seinen weiteren Bauten zählt das Krematorium in seiner Geburtsstadt Döbeln in der Geyersbergerstraße 107.
1937 konstruierte er mit Willimartin Romberger ein Musterhaus für ein HJ-Heim.
Götze war Mitglied der SA und beteiligte sich u. a. 1942 in Dresden an der Kunstausstellung der SA und 1943 an der Großen Dresdner Kunstausstellung und der Ausstellung Soldat und Künstler.